# Suillus variegatus
Bolet moucheté, Bolet tacheté
Espèce
Statut de conservation UICN

 LC  : Préoccupation mineure
Suillus variegatus, autrefois Boletus variegatus, le bolet moucheté ou bolet tacheté, est une espèce assez commune de champignons basidiomycètes du genre Suillus de la famille des Suillaceae, et autrefois de la famille des Boletaceae, caractérisé par son chapeau moucheté et ses teintes brunes.

## Taxinomie
Le nom correct complet (avec auteur) de ce taxon est Suillus variegatus (Sw.) Kuntze, 1898. 
L'espèce a été initialement classée dans le genre Boletus sous le basionyme Boletus variegatus Sw., 1810.

### Synonymes
Suillus variegatus a pour synonymes :
- Boletus squalidus Fr., 1838
- Boletus variegatus Sw., 1810
- Ixocomus variegatus (Sw.) Quél., 1888
- Versipellis variegata var. variegata (Sw.) Quél., 1886
- Versipellis variegata (Sw.) Quél., 1886
- Versipellis variegata (Swartz) Quél., 1886

### Noms vulgaires et vernaculaires
Ce taxon porte en français les noms vernaculaires ou normalisés suivants : Bolet moucheté,, bolet tacheté.

## Description
Les bolets sont des champignons dont l’hyménophore, constitué de tubes et terminés par des pores, se sépare facilement de la chair du chapeau. Ce chapeau d'abord rond, recouvert d'une cuticule, devient convexe à mesure qu’il vieillit. Ils ont un pied (stipe) central assez épais et une chair compacte. Les caractéristiques morphologiques de S. variegatus  sont les suivantes :
Son chapeau mesure 5 à 15 cm. Il est très peu visqueux ou complètement sec, de couleur jaune sale, parfois olivâtre, entièrement feutré-méchuleux ou moucheté, orné d'écailles apprimées ou de squamules détersiles. La cuticule est séparable.
L'hyménophore présente des tubes jaunes, jaune orangé ou grisâtres puis typiquement brun olivâtre "moutarde". Les pores sont assez amples, composés, pratiquement pas anguleux, concolores aux tubes.
Son stipe mesure 4 à 12 cm x 1 à 3 cm, il est à peu près lisse, concolore au chapeau ou un peu plus pâle, orné de fibrilles longitudinales.
La chair est ferme, ou aqueuse et vite spongieuse selon l'humidité, de couleur crème à jaune crème, pouvant bleuir au voisinage des tubes. Sa saveur est douce ou alors amère et chlorée et son odeur est fruitée, un peu acidulée ou de caoutchouc, d'eau de javel.

### Caractéristiques microscopiques
Ses spores mesurent 8 à 10 μm x 3 à 4 μm, elles sont elliptiques-fusoïdes.

## Galerie

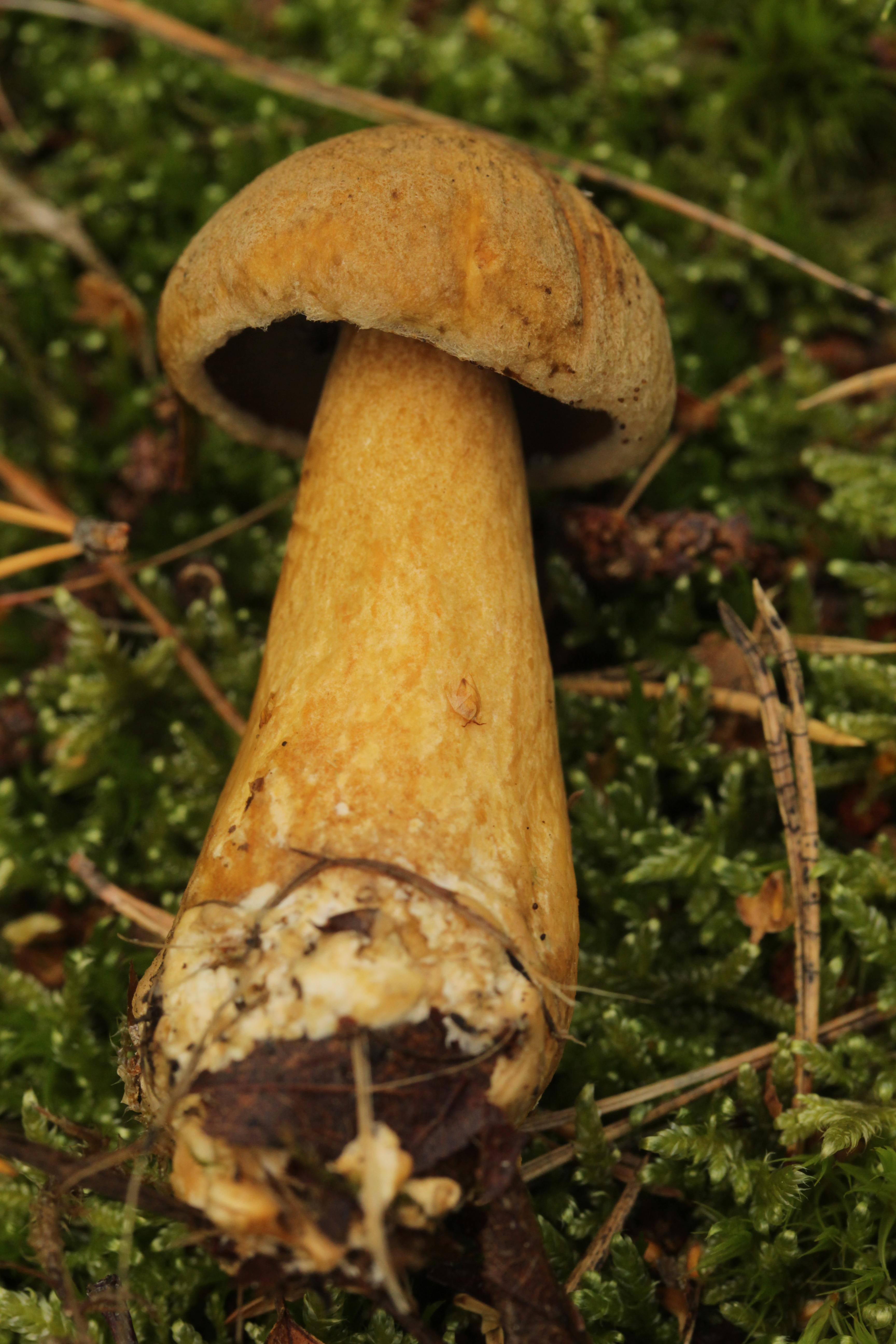
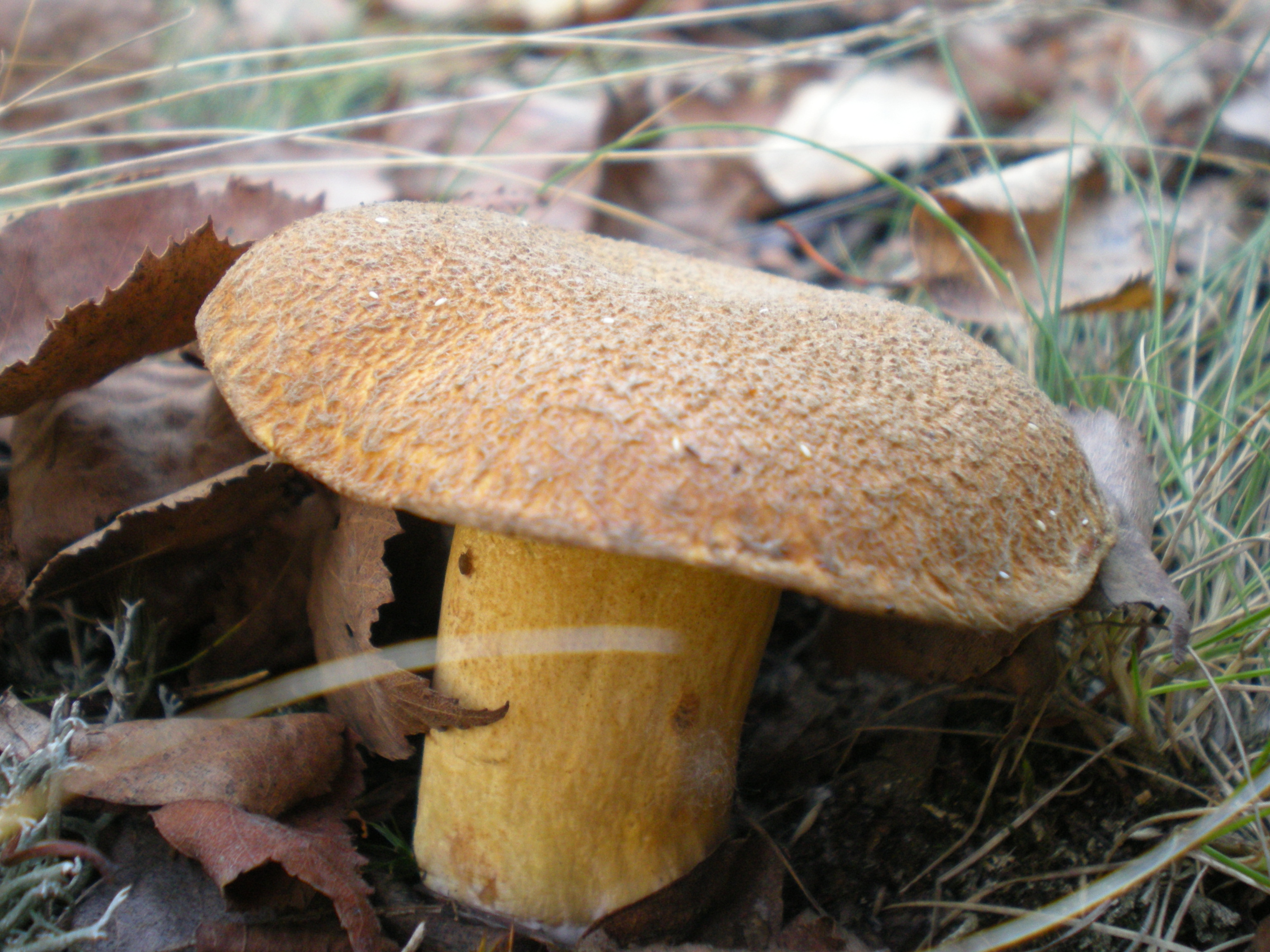
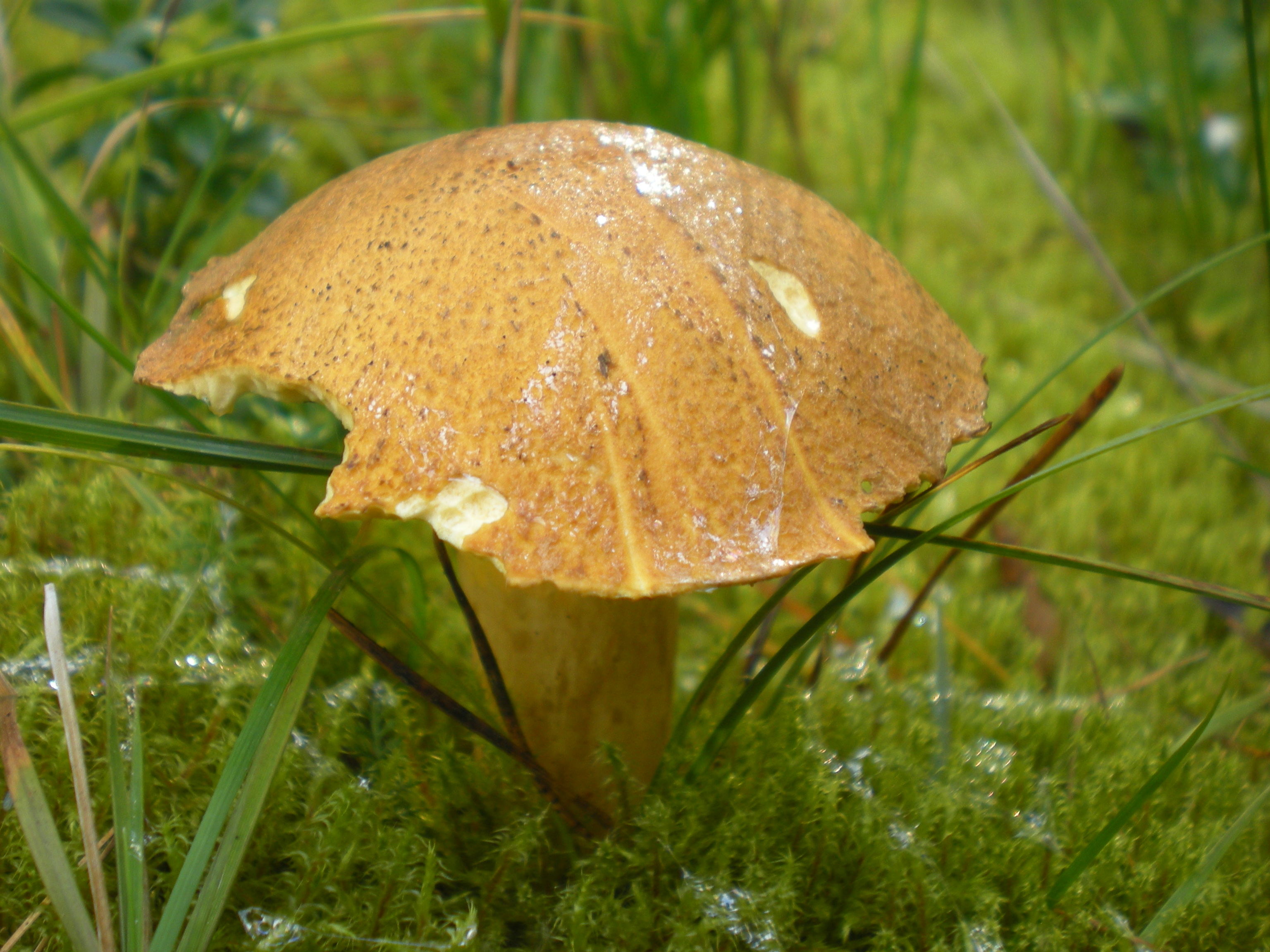
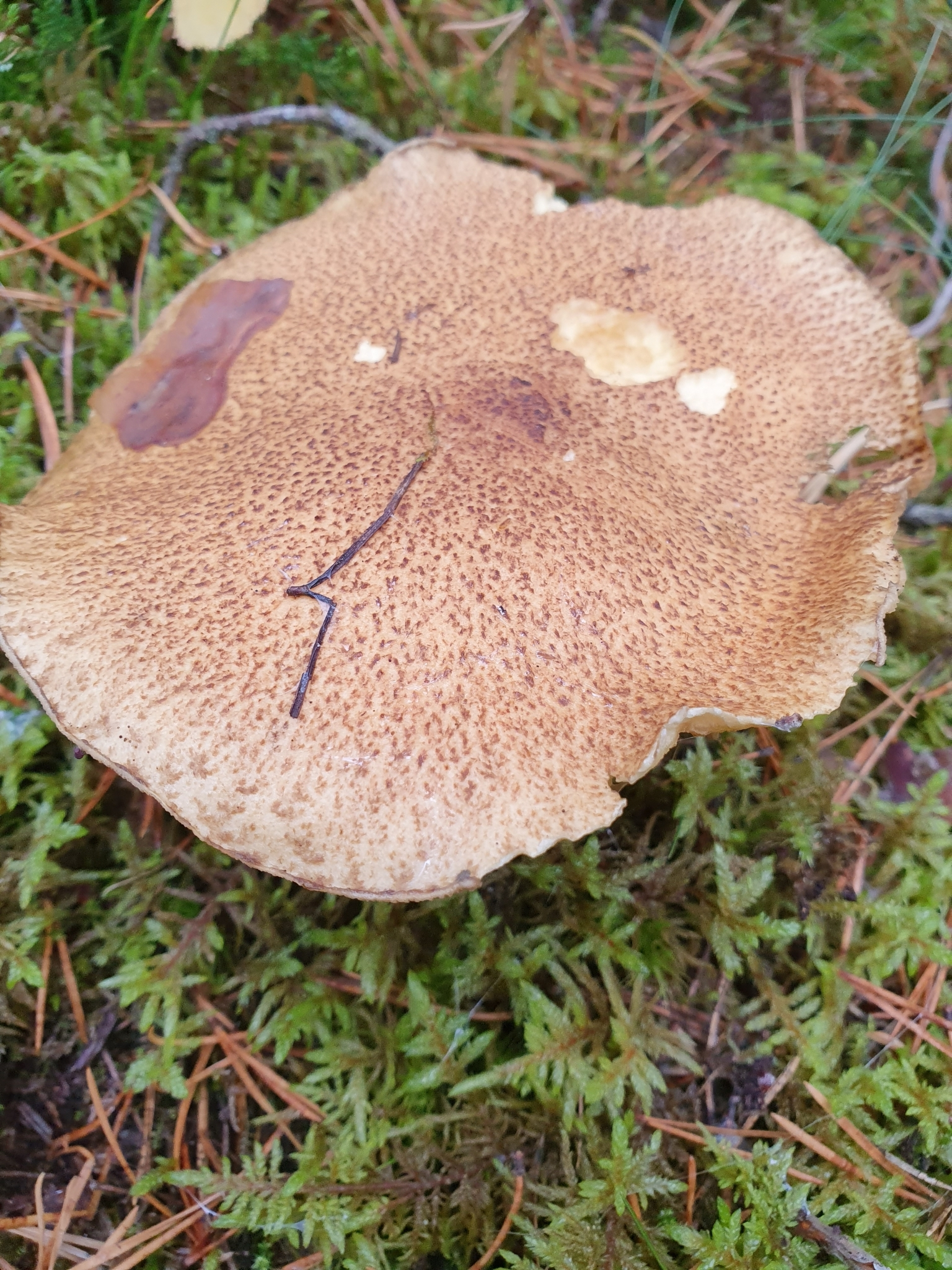
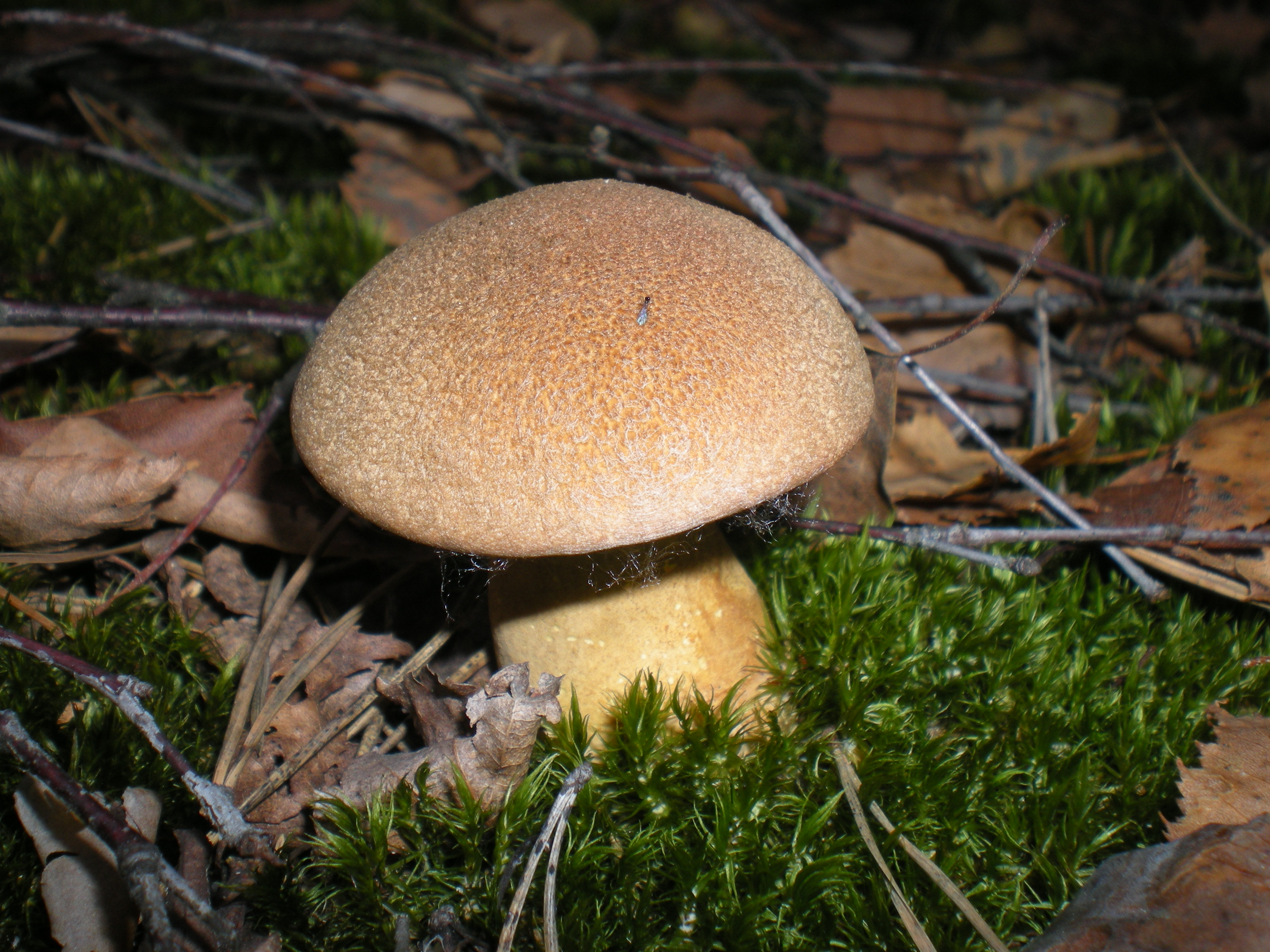
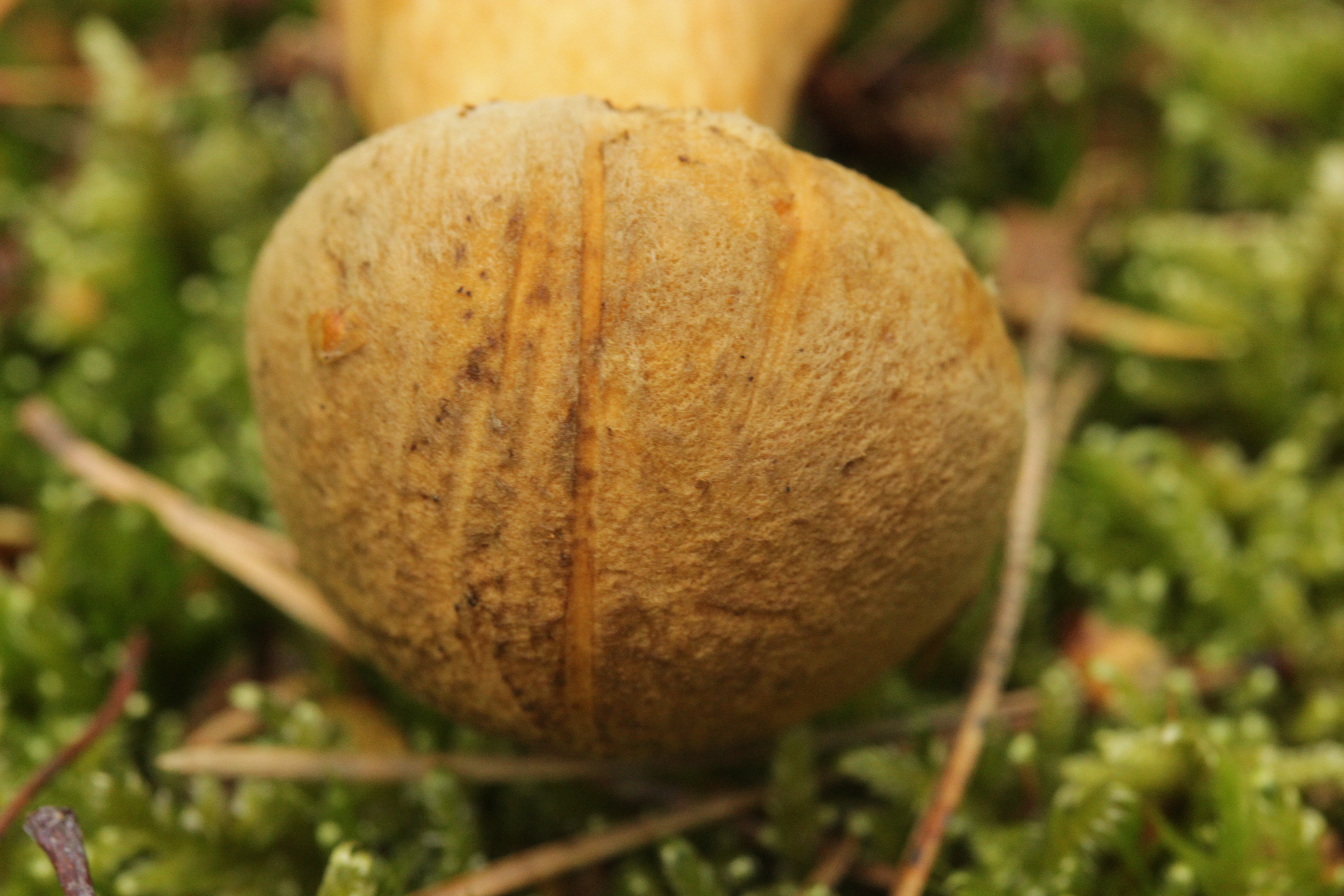
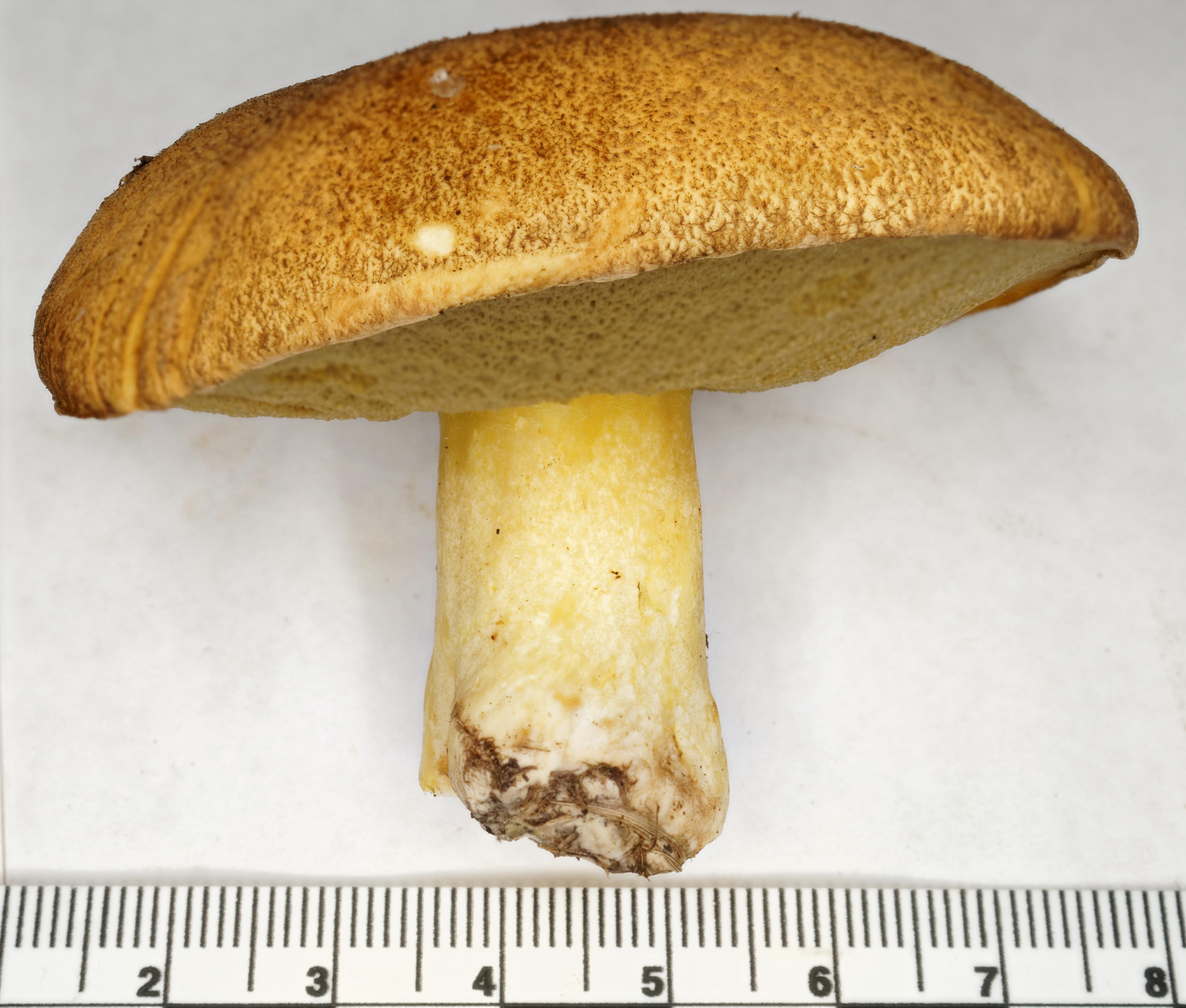
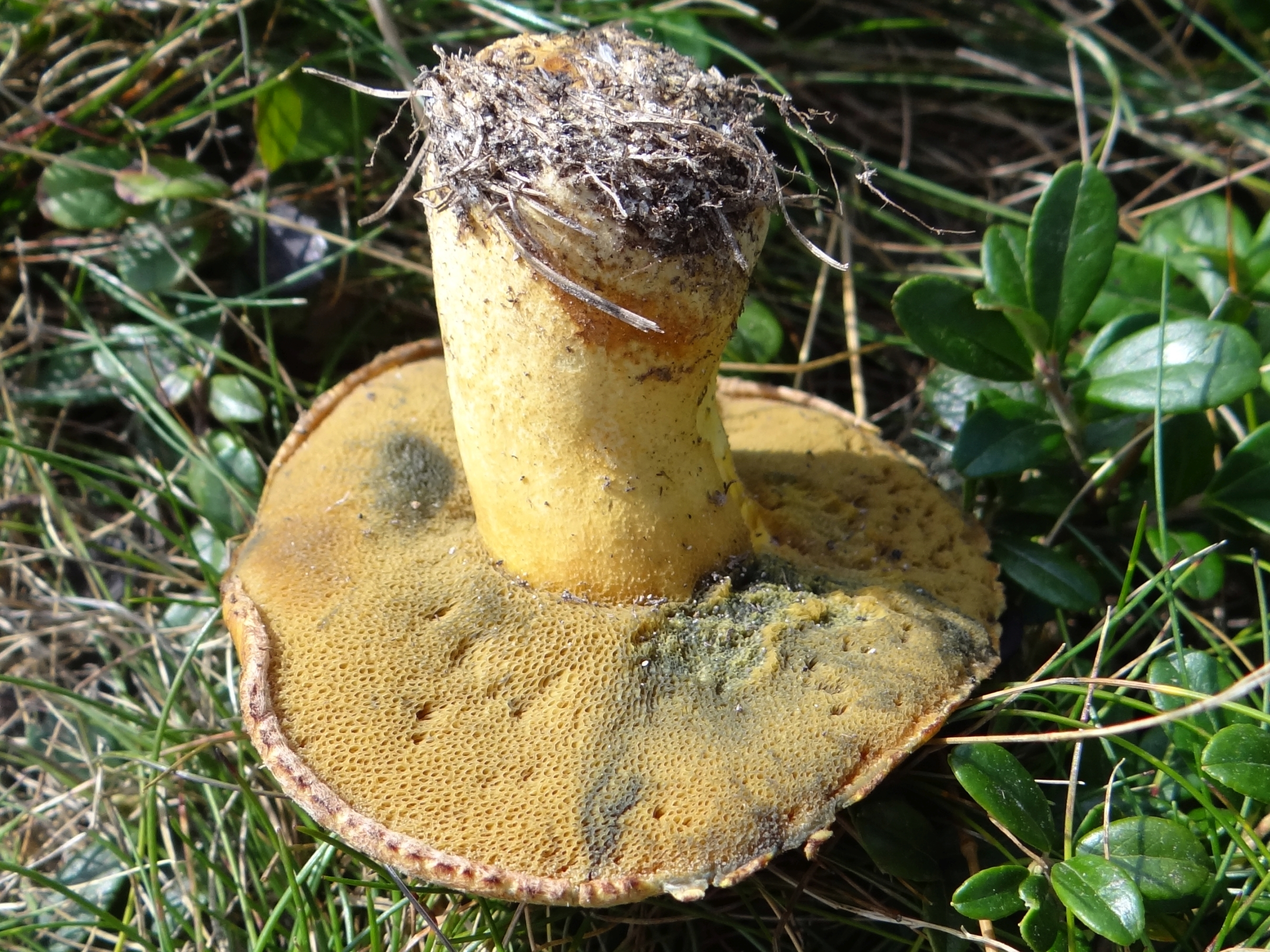
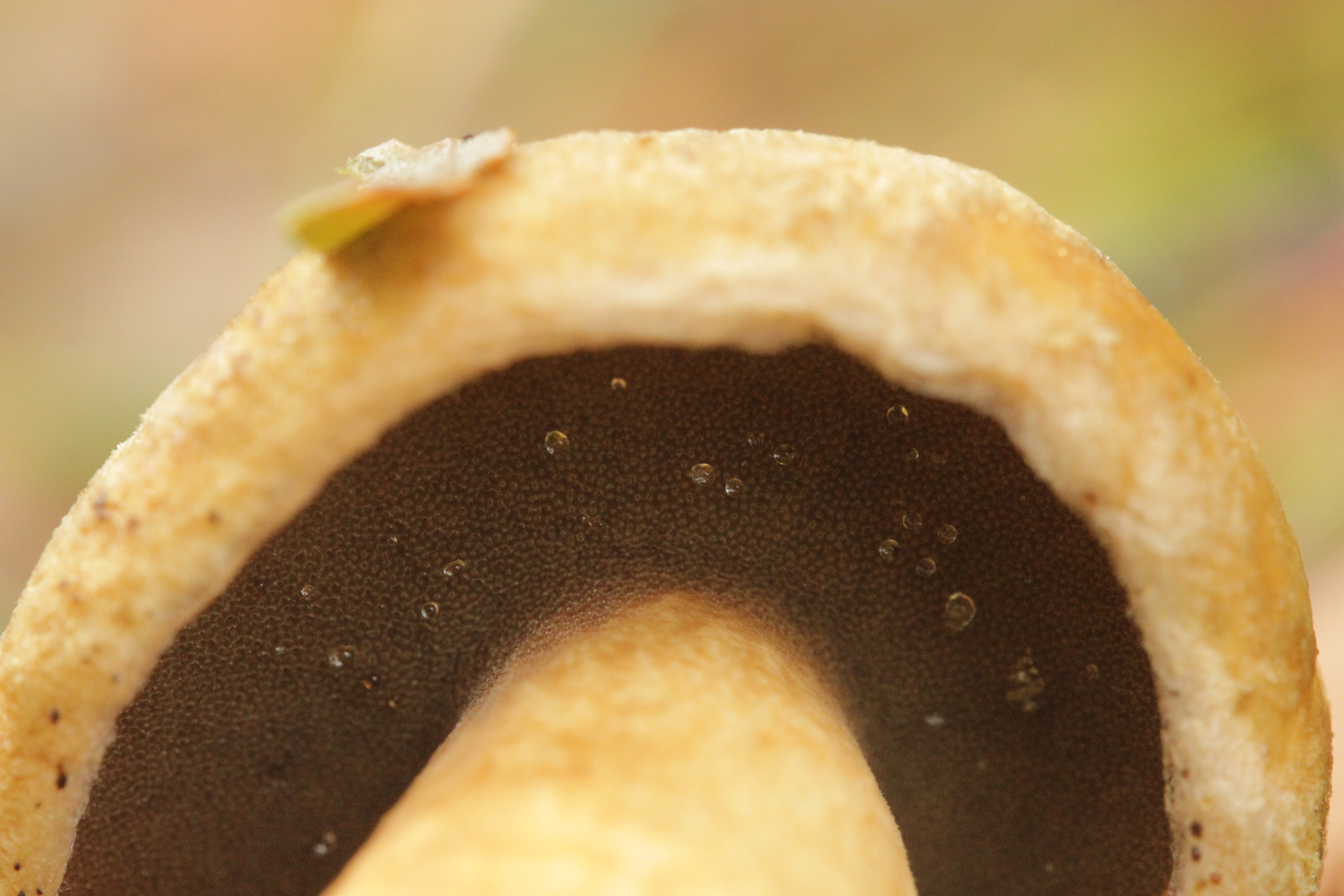
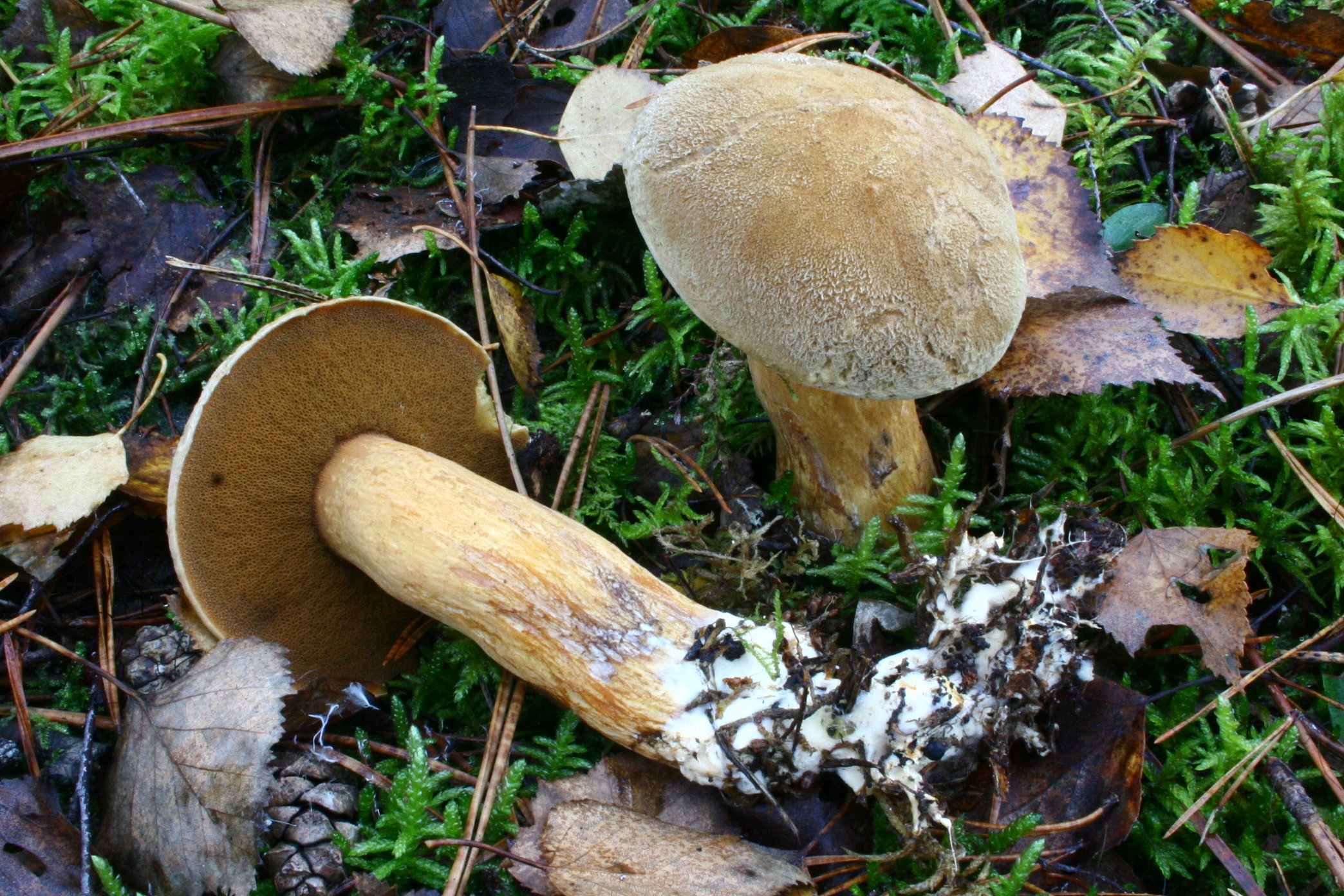
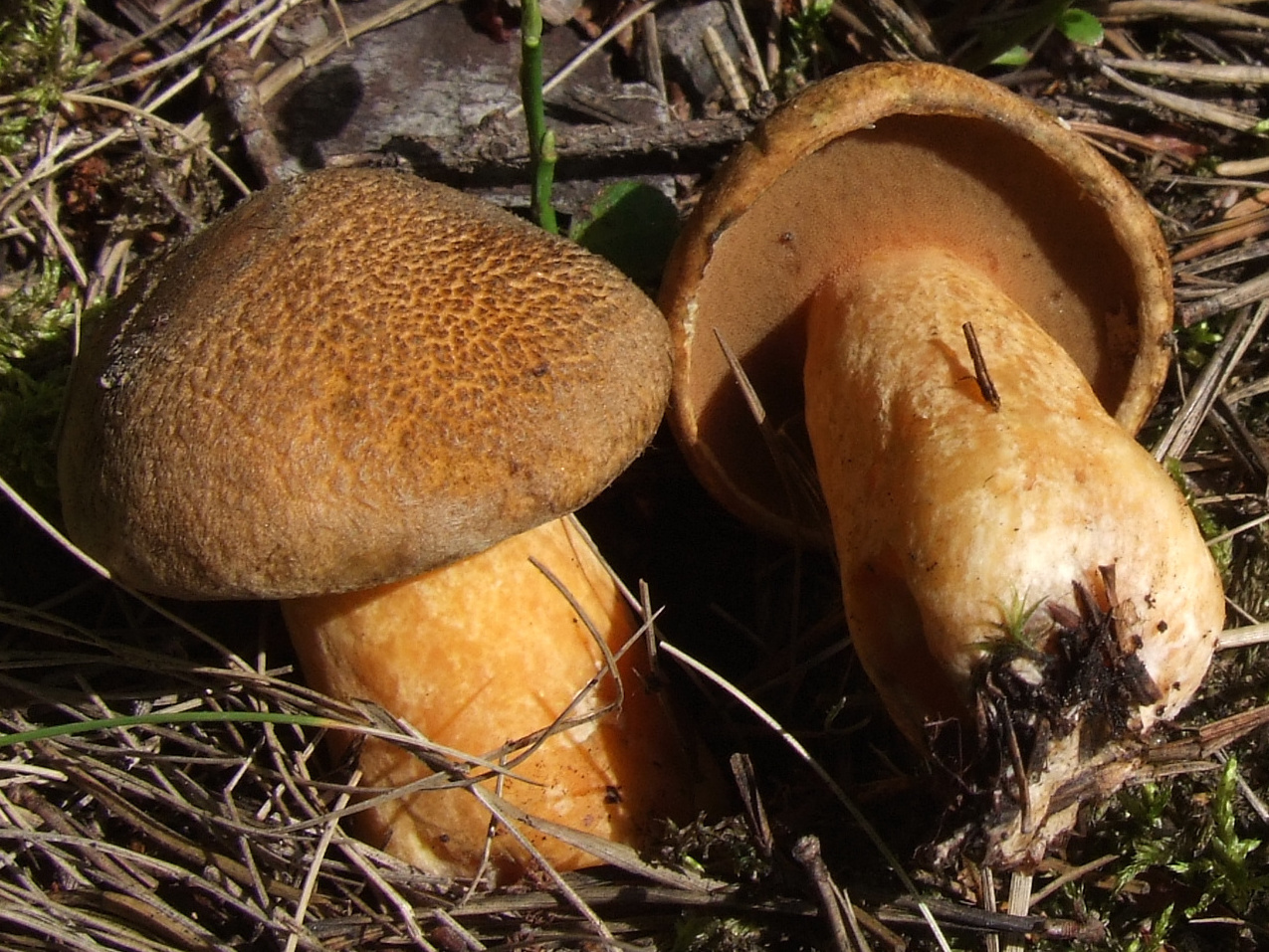
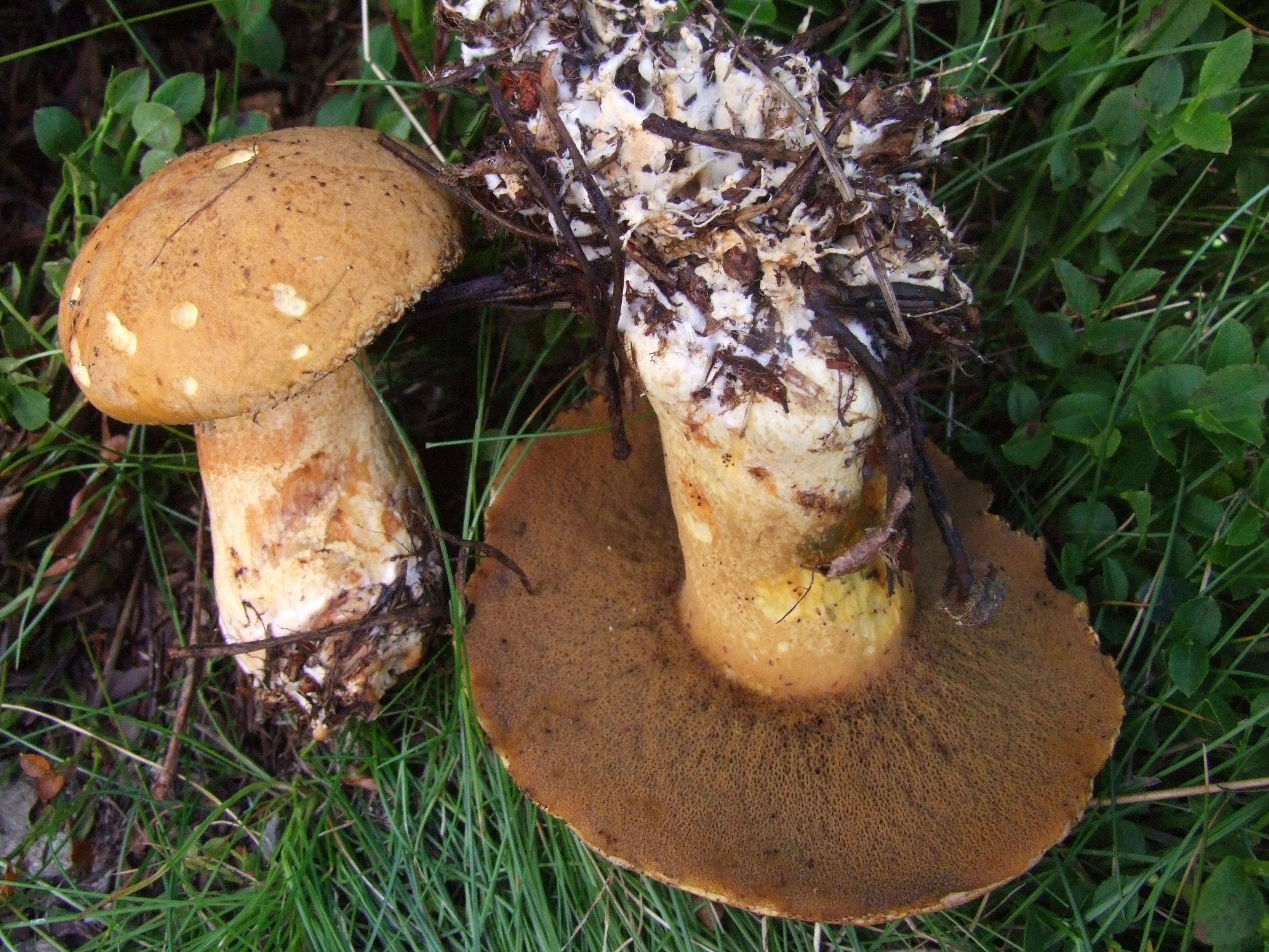
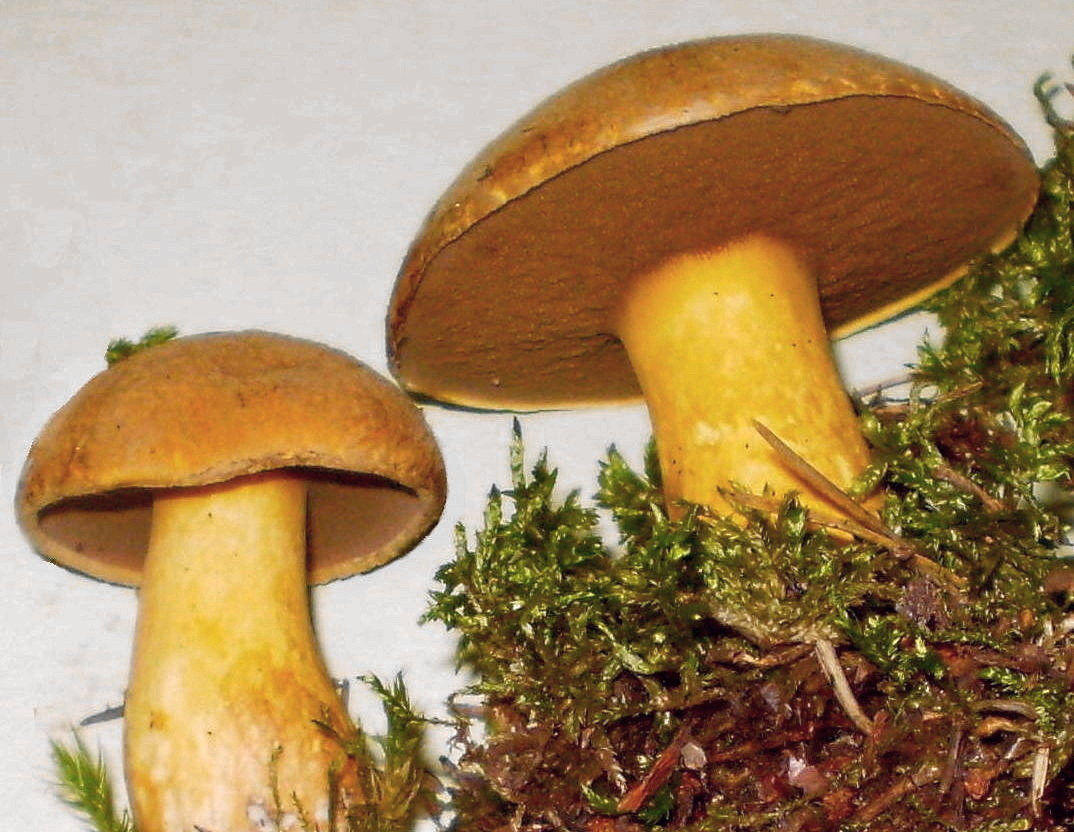
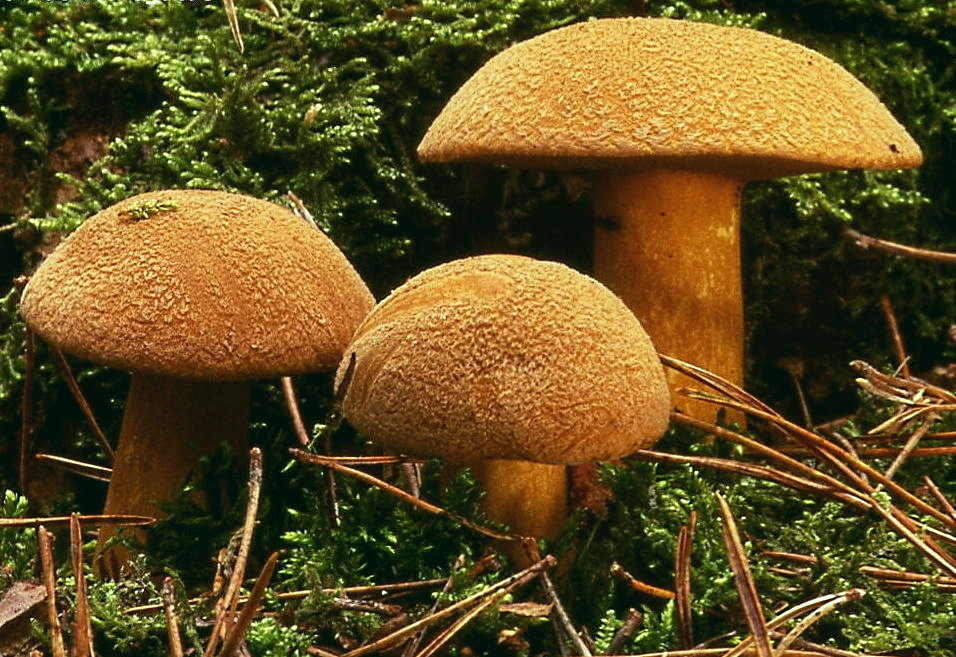
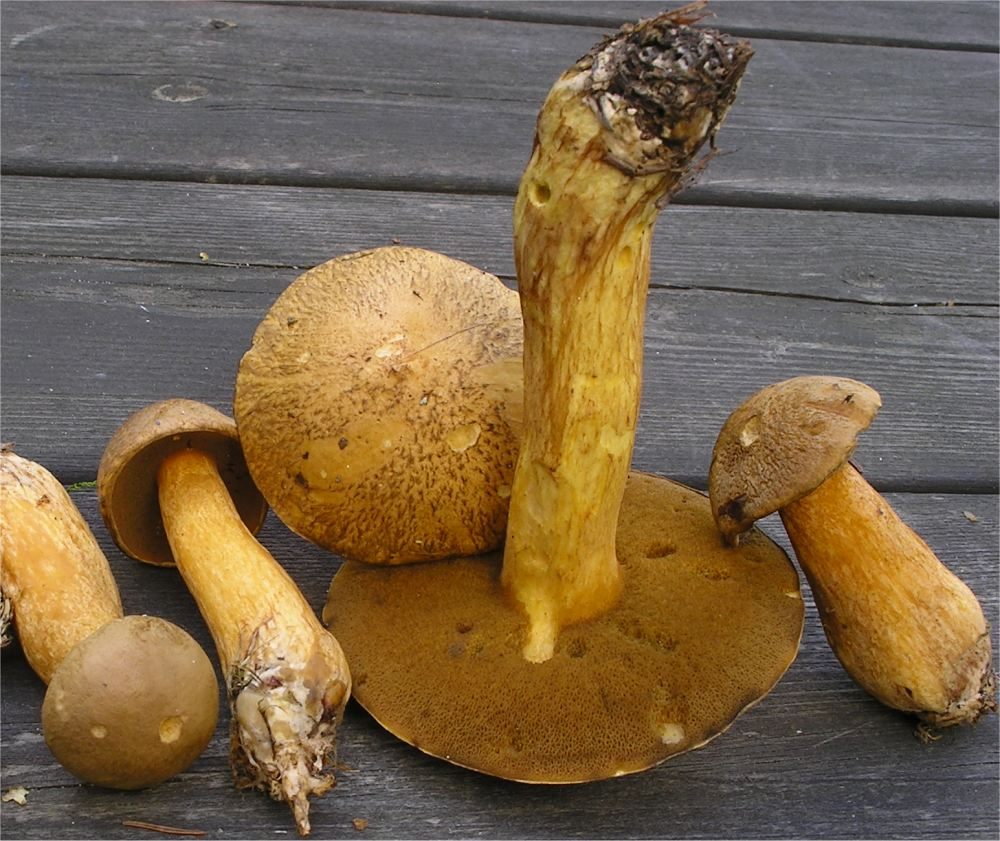

## Variétés et formes
- Suillus variegatus f. rubescens, forme au revêtement et la chair du stipe plus ou moins envahi de rouge[5]. Chapeau brunâtre rougeâtre ou avec plus ou moins de rouge vif. Stipe envahi avec l'âge de taches ou zones rouge vif ou rouge vineux, sur un fond jaune restant bien visible, ochracé olivâtre à brunâtre vers la base, orné de fins pointillés rouges, très serrés. Chair jaune, plus ou moins envahie de rouge à rouge vineux depuis la base du stipe ou vers la surface, enfin parfois rougeâtre dans le chapeau et brunâtre à la base du stipe. Tardif[6].

## Habitat et distribution

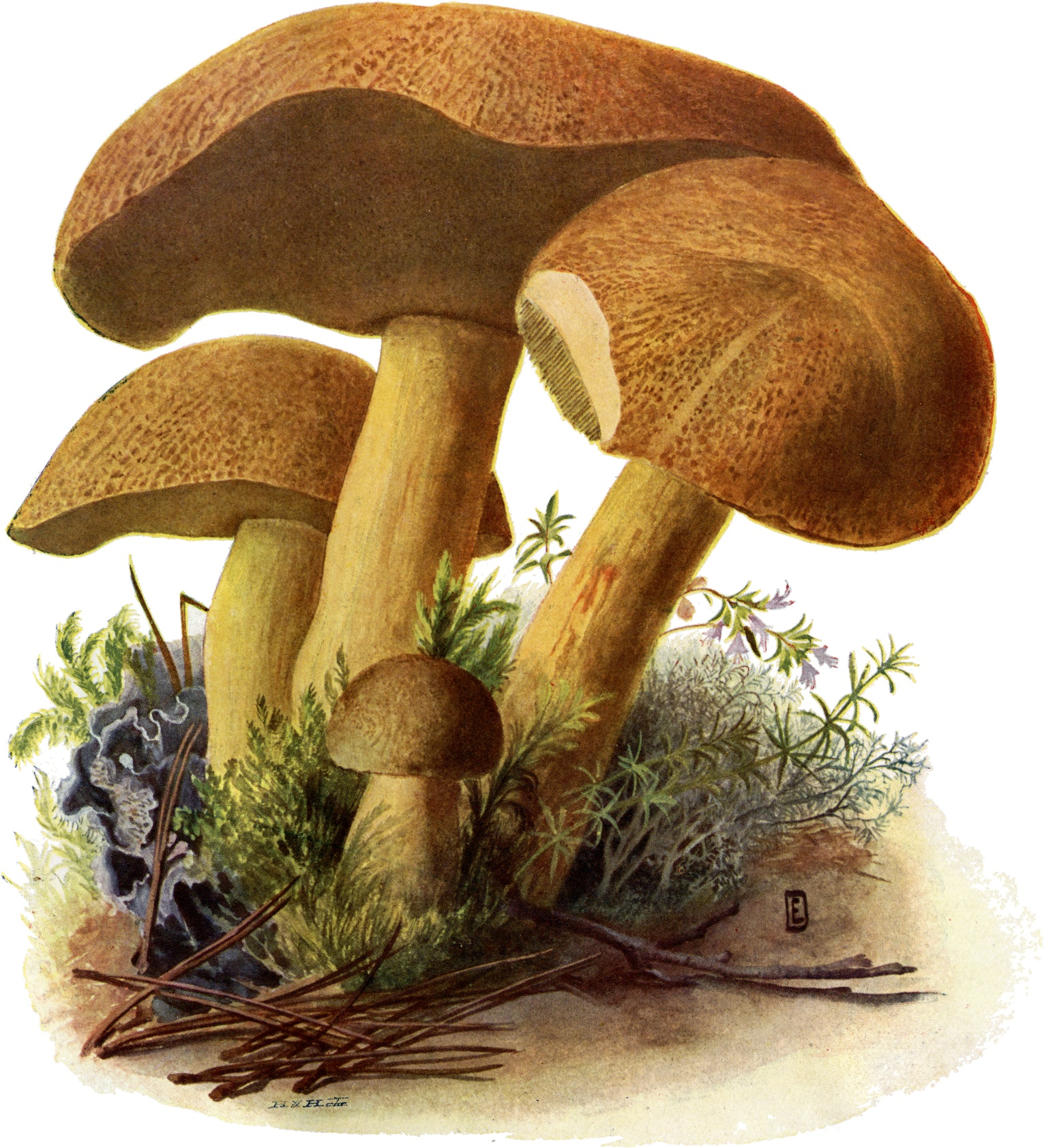
Illustration de Suillus variegatus par Emil Doerstling.

Le Bolet moucheté est un champignon ectomycorhizien. Il pousse uniquement sous les pins, surtout sur sol peu calcaire. Il est souvent grégaire.

## Comestibilité
C'est un champignon comestible mais médiocre du fait de la flaccidité de sa chair et de son odeur chlorée qui se communique à toute la poêlée. Certains auteurs parlent d'un gout métallique. Comme tous les bolets du genre Suillus, le Bolet moucheté est plus au moins laxatif selon la tolérance individuelle, la quantité consommée et le degré de maturité des spécimens consommés. Pour cela il est préconisé de ne cueillir que des jeunes spécimens à la chair ferme, de retirer le pied fibreux, de peler la cuticule et de consommer une quantité modeste la première fois pour évaluer sa propre tolérance aux effets laxatifs. Assez commun, il est consommé occasionnellement .
L'espèce a la capacité de concentrer du césium 137. Une étude faite par Didier Michelot (CNRS) en France à partir de 3 000 mesures de 15 métaux chez 120 spécimens de champignons de diverses espèces a détecté quatre espèces particulièrement accumulatrices :
- Suillus variegatus (94 ppm),
- Agaricus aestivalis (87,4 ppm),
- Agaricus arvensis (84,1 ppm),
- Pleurotus eryngii (82 ppm).

## Confusions possibles
On pourrait éventuellement le confondre avec les espèces suivantes :
- Le Bolet des bouviers (Suillus bovinus), au chapeau non moucheté, aux teintes plus claires et généralement plus grêle. Comestible jeune, bien cuit.
- Le Bolet porphyre (Porphyrellus porphyrosporus) aux teintes plus sombres et au chapeau non moucheté. Sans intérêt alimentaire.
- Le Bolet larmoyant (Suillus plorans), non moucheté, aux pores larmoyants. Sans intérêt alimentaire jeune, bien cuit.